# Gavialidae
Los gaviálidos (Gavialidae) son una  familia de arcosaurios cocodrilomorfos cocodrilianos, que surgieron en el Eoceno, hace 48 millones de años, y han existido hasta el presente. En la actualidad solo habitan en el Sudeste asiático, el gavial en la India y el falso gavial en Sumatra, Malasia, Borneo, Java, Vietnam, Tailandia. En la antigüedad su distribución fue mucho más amplia, encontrándoselos en Sudamérica, Norteamérica, Europa, África, y Medio Oriente. Se la divide en tres subfamilias, Gavialinae, Tomistominae y la completamente extinta Gryposuchinae.
Los gaviálidos son grandes reptiles semiacuáticos, que recuerdan a los cocodrilos, pero con un hocico mucho más delgado. El largo hocico se utiliza para atrapar peces, pues los gaviálidos carecen de la fuerza en las mandíbulas para capturar presas grandes, como hacen los cocodrilos y los caimanes de tamaño similar.

## Clasificación
Familia Gavialidae
- Subfamilia Gavialinae
  - Género Gavialis
    - Gavialis gangeticus
- Subfamilia  Tomistominae
  - Género Tomistoma
    - Tomistoma schlegelii
    - †Tomistoma lusitanica
    - †Tomistoma cairense

  - Género †Eogavialis 
  - Género †Kentisuchus
  - Género †Gavialosuchus
  - Género †Paratomistoma
  - Género †Thecachampsa
  - Género †Rhamphosuchus
  - Género †Toyotamaphimeia
- Subfamilia †Gryposuchinae
  - Género †Aktiogavialis
  - Género †Gryposuchus
  - Género †Ikanogavialis
  - Género †Siquisiquesuchus
  - Género †Piscogavialis
  - Género †Hesperogavialis

† Indica los grupos extintos

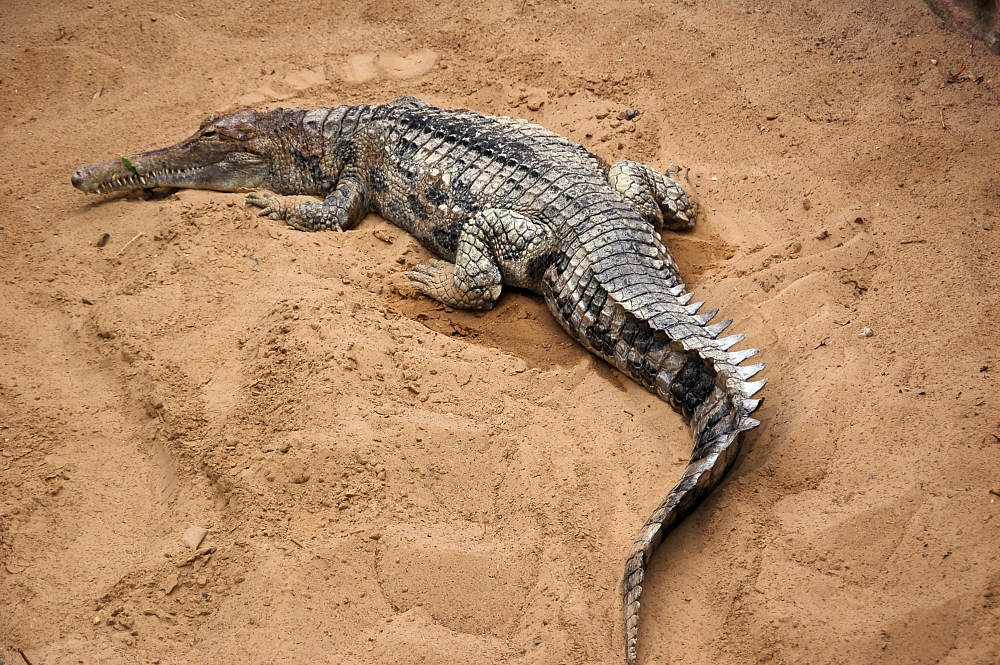
Tomistoma schlegelii